# Biserica de lemn „Sfântul Nicolae” din Braicău
Biserica de lemn „Sf. Nicolae” este o biserică amplasată în Braicău, raionul Dondușeni, Republica Moldova. Este un monument arhitectural de importanță națională inclus în Registrul monumentelor Republicii Moldova ocrotite de stat cu nr. 367 (raionul Dondușeni). Datează din 1829.